# Arabisk film
Arabisk film syftar på film från arabvärlden, där i huvudsak det arabiska språket används.
Efter 11 septemberattackerna och händelserna som följt därefter har intresset för arabisk film ökat kraftigt i västvärlden. I engelsktalande länder drar filmer från Algeriet, Libanon, Marocko, Palestina, Syrien och Tunisien   större publik på filmfestivaler än någonsin.

## Böcker
- Viola Shafik, "Arab Cinema: History and Cultural Identity" AUC Press (1998) ISBN 9774244753